# Sphaerosporoceros
Sphaerosporoceros,  es un género de plantas no vasculares en la familia Anthocerotaceae. Comprende 2 especies descritas y  aceptadas.

## Taxonomía
El género fue descrito por Gabriela G. Hässel y publicado en Phytologia 87: 114. 2005.  Las especie tipo es: Sphaerosporoceros adscendens (Lehm. & Lindenb.) Hässel de Menéndez.

## Especies aceptadas
A continuación se brinda un listado de las especies del género Sphaerosporoceros aceptadas hasta diciembre de 2014, ordenadas alfabéticamente. Para cada una se indica el nombre binomial seguido del autor, abreviado según las convenciones y usos.	
- Sphaerosporoceros adscendens (Lehm. & Lindenb.) Hässel de Menéndez
- Sphaerosporoceros granulatus (Gottsche) Hässel de MenéndezRenzaglia